# Itamar (nome)
Itamar  è un nome proprio di persona italiano maschile.

## Varianti in altre lingue
- Ebraico: אִיתָמָר ('Itamar)[2]
- Greco biblico: Ιθαμαρ (Ithamar)[2]
- Inglese: Ithamar[2]
- Latino: Ithamar[1][2]
- Portoghese: Itamar
- Portoghese brasiliano: Itamar
- Russo: Ифамар (Ifamar)
- Spagnolo: Itamar
- Tedesco: Itamar

## Origine e diffusione
È un nome biblico, portato nell'Antico Testamento da Itamar, quarto e ultimo figlio di Aronne. 
L'etimologia è dubbia. La parte finale del nome deriva probabilmente da תָּמָר (tamar, "palma"), lo stesso vocabolo su cui è basato il nome Tamara; il significato complessivo di Itamar viene quindi variamente interpretato come "isola (o terra) delle palme", "dove è Tamar", o anche "padre di Tamar" o "padre delle palme", se la "i" iniziale viene considerata un'abbreviazione di abhi, "padre". 
Va notato che un nome quasi identico venne portato da un santo vescovo anglosassone: in tal caso si tratta di un nome germanico, attestato come Itmar in germanico, come Iðamar in anglosassone e come Ithamar e Ythamar in inglese antico, italianizzato in "Itamaro"; esso è composto da id (o it, "lavoro", "operosità", da cui Ida) o da hit (variante di hild, "guerra") e mar ("famoso", "illustre").

## Onomastico
Il nome ebraico è adespota, ossia privo di santo patrono; l'onomastico si può festeggiare il 1º novembre, in occasione di Ognissanti (a meno che non lo si voglia festeggiare in memoria del già citato sant'Itamaro, vescovo di Rochester, che è commemorato il 10 giugno).

## Persone

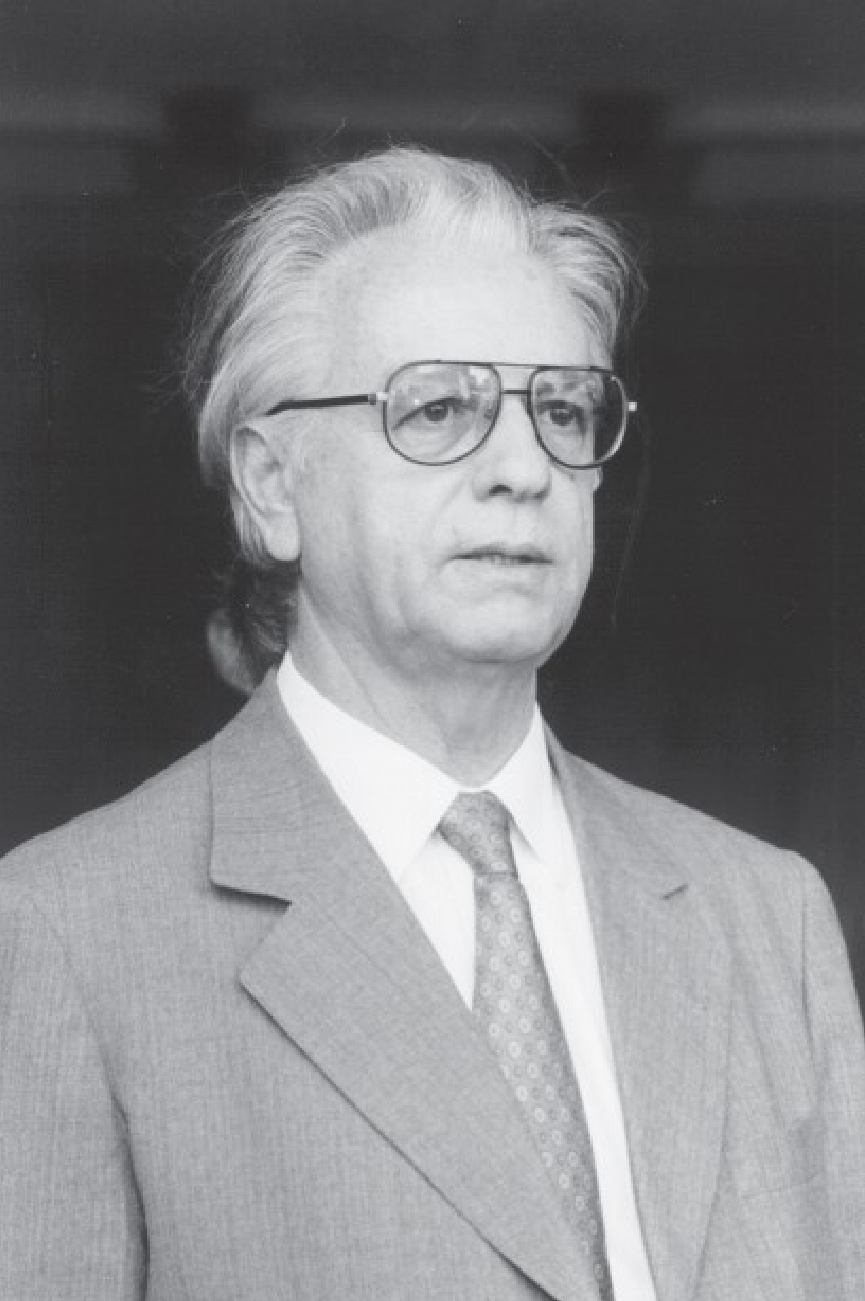
Itamar Augusto Cautiero Franco

- Itamar Augusto Cautiero Franco, politico brasiliano
- Itamar Batista da Silva, calciatore brasiliano
- Itamar Navildo Vian, arcivescovo cattolico brasiliano
- Itamar Ben Avi, giornalista israeliano, primo parlante nativo della lingua ebraica in epoca moderna